# GFriend
GFriend (кор. 여자친구, 女子親舊, Yeojachingu) — південнокорейський жіночий гурт, сформований Source Music у 2015 році. Гурт складається з шести учасниць: Совон, Єрін, Инхи, Юджу, СінБі і Умджі. Вони дебютували з мініальбомом Season of Glass 15 січня 2015 року та виграли кілька жіночих нагород для новачків, набувши популярність на початку кар'єри, незважаючи на те, що гурт був створений невеликою компанією.
GFriend продовжили свій комерційний успіх наступного року зі своїм третім мініальбомом Snowflake, а головний сингл «Rough» посів перше місце на численних музичних шоу. У 2016 році вони також випустили свій перший студійний альбом LOL. У 2017 році GFriend повернулися зі своїм четвертим мініальбомом The Awakening, кількість попередніх замовлень на який перевищила 100 000 копій. Того ж року гурт випустив свій п'ятий мініальбом Parallel, який був перевиданий через місяць під назвою Rainbow.
У 2018 році GFriend випустили свій шостий мініальбом Time for the Moon Night і спеціальний мініальбом Sunny Summer. Вони також офіційно дебютували в Японії зі збіркою GFriend 1st Best і провели свій перший концерт. Після цього гурт розпочав своє перше азіатське турне. У 2019 році GFriend випустили другий студійний альбом Time For Us і сьомий мініальбом Fever Season. У 2020 році GFriend стали першим дівчачим гуртом, у якого взяли інтерв'ю для Греммі. 22 травня 2021 року Source Music розірвав контракти з дівчатами, в результаті чого вони довгий час не просувались як група з шести учасниць. 13 січня 2025 гурт повернувся на сцену зі спеціальним альбомом Season of Memories до своєї десятої річниці і наголосили, що ніколи не розпадалися.

## Учасниці
- Совон (кор. 소원) — лідерка[8]
- Єрін (кор. 예린)
- Инха (кор. 은하)
- Юджу (кор. 유주)
- СінБі (кор. 신비)
- Умджі (кор. 엄지)

## Дискографія

### Корейські альбоми
- LOL (2016)
- Time for Us (2019)
- 回:Walpurgis Night (2020)

### Японські альбоми
- Fallin' Light (2019)

## Фільмографія

### Реаліті-шоу
| Рік  | Назва                                 | Мережа                   | Нотатки                                                                    | Прим.  |
| ---- | ------------------------------------- | ------------------------ | -------------------------------------------------------------------------- | ------ |
| 2015 | GFriend! Look After Our Dog           | Skytv                    | 12 епізодів                                                                | [ 9 ]  |
| 2015 | One Fine Day                          | MBC Music                | Filmed on Cebu, Philippines, 4 пізоди                                      | [ 10 ] |
| 2016 | GFriend — Where R U Going?!           | iMBC, V Live, MBCkpop    | Filmed on Jeju Island, 7 епізодів                                          | [ 11 ] |
| 2016 | Mamamoo x GFriend Showtime            | MBC Every 1              | 8 епізодів                                                                 | [ 12 ] |
| 2016 | GFriend Loves Europe                  | skyTravel                | Знято у Австрії, Угорщині та Словенії, 8 епізодів                          | [ 13 ] |
| 2017 | The Friends in Adriatic Sea           | KStar, Cube TV, E! Asia  | Filmed in Italy and Slovenia, 5 episodes                                   | [ 14 ] |
| 2019 | GFriend Summer Vacation in Okinawa    | U-Next                   | Filmed in Okinawa, Japan, 10 episodes                                      | [ 15 ] |
| 2020 | GFriend's Memoria                     | Weverse, V Live, YouTube | Season 1 filmed in Chuncheon, 4 episodes                                   | [ 16 ] |
| 2020 | GFriend's Memoria Season 2            | Weverse, V Live, YouTube | Season 2 filmed in YangYang Gaenmaeul Beach, 6 episodes                    | [ 17 ] |
| 2020 | GFriend's Memoria <ONE HALF #1>       | Weverse, V Live, YouTube | 3 епізоди                                                                  | [ 18 ] |
| 2020 | GFriend's Memoria Season 3            | Weverse, V Live, YouTube | Season 3 filmed in Gapyeong Hanok Village, 7 episodes                      | [ 19 ] |
| 2020 | GFriend's Memoria Season 4            | Weverse, V Live, YouTube | Season 4 filmed in Buddy High School with Variety Show Concept, 3 episodes | [ 20 ] |
| 2021 | GFriend's Memoria — New Year's Party  | Weverse, V Live, YouTube | 2 епізоди                                                                  | [ 21 ] |
| 2021 | GFriend's Memoria — The Cooking Show  | Weverse, V Live, YouTube | Вар'єте шоу, 2 епізоди                                                     | [ 22 ] |
| 2021 | GFriend's Memoria — Detective GFriend | Weverse, V Live, YouTube | Вар'єте шоу, 2 епізоди                                                     | [ 23 ] |
| 2021 | GFriend's Memoria — Talk Show         | Weverse, V Live, YouTube | 2 епізоди                                                                  | [ 24 ] |
| 2021 | GFriend's Memoria — Home Together     | Weverse, V Live, YouTube | 3 епізоди                                                                  | [ 25 ] |
| 2021 | GFriend's Memoria — Game Friend       | Weverse, V Live, YouTube | Вар'єте шоу, 2 епізоди                                                     | [ 26 ] |

### DVDs та Blu-Ray
- GFriend — Where R U Going? (2016)[27]
- 2016 Season's Greetings[28]
- 2017 Season's Greetings[29]
- 2018 Season's Greetings[30]
- 2018 GFRIEND 1st Concert «Season of GFriend» (2018)[31]
- 2019 Season's Greetings «Be In Full Bloom»[32]
- 2018 GFRIEND 1st Concert ENCORE «Season of Gfriend» (2019)[33]
- GFriend 1st Photo Book «여자친구» (2019)[34]
- 2020 Season's Greetings[35]
- 2019 GFRIEND ASIA TOUR in Seoul Go Go GFRIEND! (2020)[36]
- GFriend 2nd Photo Book (CHOICE) (2020)[37][38]
- 2021 Season's Greetings[39]

## Концерти та тури

### Хедлайнери
- GFriend 1st Asia Tour: Season of GFriend (2018)
- GFriend Spring Tour 2019: Bloom (2019)
- GFriend 2nd Asia Tour: Go Go GFriend! (2019)
- GFriend Online Concert: GFriend C: ON (2020)

### Участь у концертах
- Big Hit Entertainment's New Year's Eve Live Concert (2020)

### Шоукейси
- GFriend L.O.L Showcase (2016)
- GFriend Premium Showcase in Japan (2018)

#### GFriend 1st Asia Tour: Season of GFriend
| Дата           | Місто        | Країна / Регіон | Місце проведення                                   | Кількість відвідувачів |
| -------------- | ------------ | --------------- | -------------------------------------------------- | ---------------------- |
| 6 січня 2018   | Сеул         | Південна Корея  | Olympic Hall                                       | 6,000                  |
| 7 січня 2018   | Сеул         | Південна Корея  | Olympic Hall                                       | 6,000                  |
| 28 лютого 2018 | Новий Тайбей | Тайвань         | Xinzhuang Gymnasium                                | 5,000                  |
| 2 серпня 2018  | Осака        | Японія          | Namba Hatch                                        | Н/Д                    |
| 5 серпня 2018  | Токіо        | Японія          | Toyosu PIT                                         | 3,000                  |
| 26 серпня 2018 | Кесон-Сіті   | Філіппіни       | Kia Theatre                                        | Н/Д                    |
| 1 вересня 2018 | Гонконг      | Гонконг         | Kowloonbay International Trade & Exhibition Centre | Н/Д                    |
| 8 вересня 2018 | Сеул         | Південна Корея  | SK Olympic Handball Gymnasium                      | 8,000                  |
| 9 вересня 2018 | Сеул         | Південна Корея  | SK Olympic Handball Gymnasium                      | 8,000                  |

- The two concerts held in Japan were called «Summer Live in Japan 2018» due to their Japanese debut promotions. The concerts were part of their Asia Tour.[43][44]

#### GFriend Spring Tour 2019: Bloom
| Дата            | Місто | Країна | Місце проведення   | Кількість відвідувачів |
| --------------- | ----- | ------ | ------------------ | ---------------------- |
| 3 березня 2019  | Осака | Японія | Zepp Osaka Bayside | Н/Д                    |
| 15 березня 2019 | Нагоя | Японія | Zepp Nagoya        | Н/Д                    |
| 20 березня 2019 | Токіо | Японія | Toyosu PIT         | 6,000                  |
| 21 березня 2019 | Токіо | Японія | Toyosu PIT         | 6,000                  |

#### GFriend 2nd Asia Tour: Go Go GFriend!
| Дата              | Місто        | Країна / Регіон | Місце проведення              | Кількість відвідувачів |
| ----------------- | ------------ | --------------- | ----------------------------- | ---------------------- |
| 18 травня 2019    | Сеул         | Південна Корея  | SK Olympic Handball Gymnasium | 40,000                 |
| 19 травня 2019    | Сеул         | Південна Корея  | SK Olympic Handball Gymnasium | 40,000                 |
| 29 червня 2019    | Куала-Лумпур | Малайзія        | Malawati Indoor Stadium       | 40,000                 |
| 20 липня 2019     | Сінгапур     | Сінгапур        | The Star Theatre              | 40,000                 |
| 27 липня 2019     | Бангкок      | Таїланд         | BCC Hall                      | 40,000                 |
| 3 серпня 2019     | Гонконг      | Гонконг         | AsiaWorld–Expo                | 40,000                 |
| 23 серпня 2019    | Джакарта     | Індонезія       | The Kasablanka Hall           | 40,000                 |
| 25 серпня 2019    | Кесон-Сіті   | Філіппіни       | New Frontier Theater          | 40,000                 |
| 31 серпня, 2019   | Тайбей       | Тайвань         | NTSU Arena                    | 40,000                 |
| 17 листопада 2019 | Йокохама     | Японія          | Pacifico Yokohama             | 40,000                 |